# 咲田ゆな
咲田 ゆな（さきた ゆな、2003年5月28日 - ）は、日本のグラビアアイドル、タレント。
東京都出身。元ジャストプロ所属。

## 略歴
小学校から高校までバレーボール部のキャプテンを務める。高校2年の時に一時的に家に引きこもったことがあり、この時アニメ『ウマ娘プリティーダービー』にはまり、声優として演技をしたり、歌うことにあこがれを持つ。学校以外での居場所を見つけるため、高校卒業半年前から芸能オーディションを受け続けた。
2022年7月、『ミスマガジン2022』にてプロダクション未所属の一般応募者からベスト16に選出され、同年10月にミスマガジン2022グランプリを瑚々と同時受賞。2023年1月よりジャストプロ所属となったが、2025年2月28日、自身のInstagramにてジャストプロの退所を発表。今後について移籍等の詳細については明言を避けたが、準備中であることを明かした。

## 人物
- 趣味は、歌うこと、漫画・アニメ・映画鑑賞[2]。

## 出演

### ラジオ
- ミスマガ放課後RADIO!（2022年10月20日 - 、渋谷クロスFM）[9]

### 映画
- さよならエリュマントス（2023年8月11日公開[10]）- ユナ 役[11]

## 書籍

### 写真集
- すきだらけ（2023年9月27日、講談社、撮影:LUCKMAN）[注釈 2]ISBN 978-4065334539

### 電子写真集
- ヤンマガアザーっす！（講談社）
  - ミスマガジン2022_1〈YM2022年47号未公開カット〉（2023年1月6日）[12]
  - ミスマガジン2022_2〈YM2022年48号未公開カット〉（2023年1月6日）[13]
  - ミスマガジン2022 70枚完全版〈YM2022年47号+48号未公開カット〉（2023年1月6日）[14]
  - ミスマガジン2021&2022コラボ 和泉芳怜 瑚々 咲田ゆな ＜YM2023年4・5号未公開カット＞（2023年3月3日）[15]
  - 瑚々＆咲田ゆな(ミスマガジン2022グランプリ) ＜YM2022年52号未公開カット＞（2023年3月24日）[16]
- ミスマガのアソビバ！（講談社）
  - ミスマガジン2022ソログラビアSP2 咲田ゆな（グランプリ）（2023年1月13日）[17]
  - 年末年始干支コスプレSP 咲田ゆな（2023年2月10日）[18]
  - ミスマガ2022とお家で過ごす2人の時間 咲田ゆな（2023年4月14日）[19]
  - ミスマガ2022制服グラビア〜卒業の季節〜 咲田ゆな（2023年5月12日）[20]